# فوبوکی تاکانه
فوبوکی تاکانه (انگلیسی: Fubuki Takane؛ زادهٔ ۴ دسامبر ۱۹۶۵) یک هنرپیشه اهل ژاپن است.